# 哈嫩湖
46°28′N 9°50′E / 46.467°N 9.833°E
哈嫩湖（Hahnensee），是瑞士的湖泊，位於該國東南部，由格勞賓登州負責管轄，處於聖莫里茨，距離伯爾尼190公里，海拔高度2,153米，每年平均降雨量1,693毫米。